# Toxoplasma gondii
Toxoplasma gondii és una espècie de protozou paràsit causant de la toxoplasmosi, una malaltia en general lleu, però que es pot complicar fins a esdevenir fatal, especialment en els gats i en els fetus humans. El gat és el seu hoste definitiu més comú, encara que molts altres animals homeoterms com els humans també poden allotjar-lo. Per exemple, ha estat aïllat a llúdries marines, macropòdids, cavalls, ases, dromedaris, senglars, linxs i gats fers, armadillos, goluts, conills de bosc, búfals asiàtics domèstics, muflons, cérvols comuns, cérvols de cua blanca, cabirols, dofins i morses, lleons marins de Califòrnia, orques, belugues, caracals, toixons, visons americans, óssos rentadors, lèmurs de cua anellada, mones verdes de Saba, civetes emmascarades de les palmeres, isards, oques salvatges i diferents tipus de bestiar. També infecta els lloros, les gavines, les cigonyes i les aus rapinyaires. S'ha observat una alta prevalença de T. gondii entre els pollastres de corral que viuen sobre sòls contaminats i la carn dels exemplars infectats és una font comuna d'adquisició del paràsit. A més, es creu que en aquests animals la presència del paràsit facilita la coccidiosi cecal provocada per un altre protozou patogen, Eimeria tenella, existint in vitro una interacció entre els dos microorganismes. Rattus norvegicus és el rosegador amb l'índex infectiu més elevat i un element d'importància en la disseminació del protozou.
T. gondii es considera l'única espècie vàlida del gènere Toxoplasma. Estudis epidemiològics moleculars, però, han posat de manifest l'existència de com a mínim quatre llinatges clonals en el paràsit, caracteritzats pel seu grau de virulència en múrids de laboratori.
Fou descobert l'any 1908 per diferents investigadors a la sang del rosegador africà Ctenodactylus gundi i a la d'un conill del Brasil, encara que el seu cicle vital complert no es conegué fins 60 anys més tard. La primera prova serològica per detectar-lo va ser creada el 1948.
Aquest protozou és present als cinc continents i s'estima que infecta a un 25-30 per cent de la població mundial. És una de les principals causes de toxiinfeccions alimentàries arreu del món. La prevalença de la infecció per Toxoplasma gondii varia molt entre països i també entre les diferents comunitats que habiten una mateixa regió. La seroprevalença més baixa es dona a Nord-amèrica, al Sud-est asiàtic, a l'Europa del Nord i al Sàhara. A l'Europa central i del sud la prevalença és moderada, sent la més alta la corresponent a l'Amèrica del Sud i l'Àfrica tropical.

## Patogènia i transmissió
És un paràsit que ha creat diferents rutes potencials de transmissió entre diferents espècies d'hoste i també entre una mateixa espècie. Si T. gondii s'adquireix durant la gestació pot ser transmès verticalment pels taquizoïts al fetus a través de la placenta, ocasionant una toxoplasmosi congènita. Els efectes lesius del protozou sobre el fetus són especialment importants en el cas que la infecció materna tingui lloc en el tercer trimestre d'embaràs, No totes les primoinfeccions per T. gondii en dones gestants comporten una toxoplasmosi neonatal congènita. Segons dades de l'any 2007, un 61 per cent d'elles no transmeten la infecció al fetus. Pel que fa a la resta de casos el 26 per cent dels nounats pateixen una infecció subclínica i el 13 per cent presenta signes clínics aguts (7 per cent) o moderats (6 per cent). La prevalença d'aquestes primoinfeccions varia molt en funció de la zona geogràfica en particular, oscil·lant entre 1 i 14 casos/1.000 embarassos. La hidrocefàlia, la microcefàlia, la hipoacúsia neurosensorial, les calcificacions cerebrals i els danys oculars són patologies greus pròpies de la infecció congènita pel protozou. La toxoplasmosi també és una de les causes de part preterme, possiblement infradiagnosticada a molts països per manca de programes de detecció. La infecció materna pel paràsit origina nombrosos avortaments espontanis i altera la normal proporció entre els dos sexes de la descendència humana. T. gondii és l'agent patogen responsable de molts casos de retinocoroïditis en nens i adults. Rares vegades, aquest protozou provoca epilèpsia o hepatitis agudes. En persones immunodeprimides desencadena infeccions oportunistes molt serioses i que sovint afecten al SNC, com ara encefalitis, meningitis, o abscessos cerebrals, ja que el microorganisme té un marcat neurotropisme i és capaç de travessar la barrera hematoencefàlica en una fase primerenca de la infecció i principalment a través dels capil·lars corticals. És una causa excepcional de granulomes al tronc de l'encèfal o de mielitis transversa en individus sense problemes d'immunitat. La coinfecció per T. gondii i diversos tipus de virus és un fet freqüent. Alguna vegada, en malalts de SIDA, l'encefalitis per Toxoplasma gondii es pot confondre amb una aspergil·losi del sistema nerviós central. S'ha relacionat la infecció latent pel paràsit amb la gènesi de diversos trastorns neuropsiquiàtrics, com l'empitjorament dels símptomes del dèficit d'atenció amb hiperactivitat en adults, les alteracions de l'estat d'ànim, l'esquizofrènia o els canvis de personalitat, encara que no existeixen evidències concloents fonamentades en estudis poblacionals que confirmin aquest supòsit. Un grup d'investigadors, emprant tècniques proteòmiques i d'espectrometria de masses, ha demostrat en un model murí que la infecció crònica per T. gondii ocasiona canvis neuroinflamatoris que alteren profundament la composició proteínica dels processos sinàptics. Es creu que en animals com ara els ximpanzés o les rates el paràsit és la causa de modificacions del comportament tendents a facilitar la seva propagació.
La transmissió horitzontal d'aquest protozou involucra tres estadis del seu cicle vital. Per exemple, ooquists infecciosos es poden adquirir de medis contaminats (en especial l'aigua) o poden ingerir-se quists tissulars o taquizoïts continguts en la carn o les vísceres de molts animals.
S'ha comprovat que l'aigua és una font important de toxoplasmosis en països tropicals i subtropicals que utilitzen aigües de superfície sense purificar pel consum humà. El brot millor documentat, però, de toxoplasmosi aguda en humans provocat per aigua contaminada fou el de la població de Victoria (Vancouver Island, Canadà), l'any 1995. Estudis epidemiològics retrospectius demostraren que la causa del brot va ser la presència d'ooquists a la xarxa municipal de distribució d'aigua potable.
La transmissió pot ocórrer també per mitjà de taquizoïts presents en productes sanguinis, òrgans per trasplantament, llet sense pasteuritzar o formatges artesanals fets amb llet crua de diversos animals. Segons un estudi realitzat amb dades de diversos països europeus corresponents al període 2010-2014, l'índex de mortalitat causat per aquest protozou entre els receptors de trasplantaments en general és d'un 17 per cent, observant-se una menor supervivència en malalts T. gondii seropositius, trasplantats hepàtics i receptors de trasplantament de cèl·lules mare hematopoiètiques al·logènic. En el passat, el consum de carn crua o poc cuita de porc o de xai era la principal via de transmissió als humans. Avui dia, i des de l'increment de les immunodeficiències adquirides, la facilitació de la mobilitat poblacional i l'augment del consum i tràfic de la carn d'animals salvatges (bushmeat), es desconeix quina modalitat de transmissió global és la més important epidemiològicament. Les estimacions de l'OMS indiquen que a Europa es produeixen cada any més d'un milió d'infeccions per T. gondii transmeses per via alimentària. A l'Estat espanyol, la seroprevalença en dones embarassades oscil·la entre el 11 i el 28%, depenent del territori i l'any d'estudi, mentre que la incidència de toxoplasmosi gestacional és del 1,9‰. A hores d'ara la infecció per aquest paràsit no és una malaltia de declaració obligatòria. Les dades d'un estudi de l'any 2010 mostraven una seropositivitat del 19 per cent entre els porcs de granja de Catalunya.
El contacte de les mucoses ocular i bucal amb material portador del paràsit és també una via d'adquisició de la toxoplasmosi que ha estat amb certa freqüència la font infecciosa en treballadors de laboratori (el seu nivell de contenció és 2), jardiners o personal de neteja. També es pot adquirir la infecció toxoplàsmica per via parenteral i s'han registrat múltiples casos de puncions, petites ferides o erosions -produïdes durant la manipulació de teixits o materials portadors del protozou- causants de toxoplasmosis ocupacionals. La inhalació és una via infectiva inusual, però possible. No hi ha constància de la transmissió de T. gondii a través de l'alletament o per contacte humà-humà. Una altra via potencial és la picada de paparres. Aquests àcars es consideren transmissors mecànics del protozou, independentment de la seva fase de vida. A Europa T. gondii ha estat aïllat a Ixodes ricinus i a Dermacentor reticulatus, unes paparres molt comunes a zones boscoses, fet que explicaria la seva presència a certes espècies d'herbívors. No totes les paparres són vectors del paràsit a través de les picades. Per exemple, la sang infectada present a l'espècie oriental Haemaphysalis longicornis no té experimentalment capacitat transmissora; en canvi, la ingestió de l'aràcnid es considera una ruta vàlida d'infecció.
Segons els criteris de la xarxa Euro-FBP, en l'avaluació d'un conjunt de 30 països europeus, T. gondii ocupa el segon lloc en el rànquing de prioritats relacionades amb microorganismes causants de malalties parasitàries transmeses pels aliments. Un estudi multinacional ha detectat, emprant tècniques biomoleculars, ooquists de Toxoplasma gondii en un 4,1 per cent de les amanides preparades per menjar comercialitzades en 10 països d'Europa. El percentatge arriba al 16 per cent en el Regne Unit.
Pel que fa a la infecció aguda en gestants, un estudi multicèntric europeu atribuí l'adquisició del protozou al consum de carns poc cuites o curades en un 30-63 per cent dels casos investigats i en un 6-17 per cent al contacte amb sòls contaminats. Un altre motiu relacionat va ser el fet de viatjar fora d'Europa o dels EUA i el Canadà. El contacte amb gats no fou un factor de risc d'importància, segons els resultats de dit estudi.
La virulència de les diverses soques del paràsit és variable i depèn de l'expressió o no de certes proteïnes en la paret dels ooquists.
Els taquizoïts i els bradizoïts són sensibles a l'etanol al 70 per cent i a solucions d'1 per cent d'hipoclorit sòdic. L'ooquist és sensible al iode i al formol. Els ooquists s'inactiven a temperatures superiors a 66 °C en menys de 10 minuts. Els taquizoïts s'inactiven a 67 °C i per congelació a -15 °C almenys durant 3 dies o bé a -20 °C almenys durant 2 dies.
Segons sigui la temperatura, els ooquists poden mantenir en l'aigua de mar el seu potencial infecciós entre sis i vint-i-quatre mesos i no s'ha descobert fins ara cap animal marí amb capacitat d'expulsar-los per ell mateix. Per tant, cal atribuir la seva presència al mar a la contaminació de l'ecosistema aquàtic per ooquists d'origen terrestre, un fenomen afavorit per l'augment de la població en les zones costaneres i de successos meteorològics extrems. La detecció de T. gondii a balenes beluga de regions àrtiques amb molt escassa presència humana o de fèlids i el fet que sigui una espècie que s'alimenta de preses ectotèrmiques (invertebrats i peixos) fa pensat que aquests animals poden actuar com a transmissors marins passius del paràsit.

## Morfologia

### Ooquist
L'ooquist és la fase esporulada de certs protistes, incloent els gèneres Toxoplasma i Cryptosporidium. Aquest és un estat en el que el microorganisme pot sobreviure per llargs períodes fora de l'hoste per la seva alta resistència a factors del medi ambient, gràcies a la seva doble paret. Dita paret té una organització polimèrica complexa que permet a l'ooquist suportar molts tipus d'agressions físiques i químiques, incloent els raigs UV, l'ozó o les solucions clorades. Algunes de les proteïnes de la paret són específiques d'aquesta fase vital de T. gondii i no estan presents als bradizoïts o als taquizoïts, particularitat que pot ser emprada per millorar la identificació de les espores en mostres ambientals. L'anàlisi proteòmica dels ooquists indica que posseeixen també un grup de proteïnes amb un perfil funcional que fa possible l'adaptació d'aquells a medis extracel·lulars pobres en nutrients mentre arriben a la maduresa. Els ooquists presents al sòl poden ser disseminats mecànicament per les condicions meteorològiques o per artròpodes o anèl·lids.

### Bradizoïts
El bradizoït (del prefix grec bradýs=lent i del sufix zōo=animal) és la forma de replicació lenta del paràsit. No solament de Toxoplasma gondii, sinó també d'altres protozous responsables d'infeccions parasitàries, com ara Neospora caninum o Besnoitia besnoiti. Entre 10 i 14 dies després de la primera infecció, els taquizoïts es converteixen en bradizoïts. A la toxoplasmosi latent (crònica), el bradizoït es presenta en conglomerats microscòpics envoltats per una paret quística, en el múscul i/o el teixit cerebral infectat. Els bradizoïts presenten molts trets ultraestructurals que els diferencien dels taquizoïts: tenen un nucli situat a l'extrem posterior, roptries sòlides (un tipus d'orgànul secretor especial) nombrosos micronemes i grànuls d'amilopectina. Als bradizoïts no es veuen cossos lipídics, mentre que són abundants en els esporozoïts dels ooquists i apareixen ocasionalment en els taquizoïts. Els bradizoïts són PAS+ i els taquizoïts no.

### Taquizoïts
Els taquizoïts són formes de vida latent que formen quists en teixits infestats pel toxoplasma o altres paràsits (per exemple Hammondia hammondi o l'esmentat Neospora caninum, uns coccidis que tenen moltes similituds estructurals amb T. gondii). Els taquizoïts es troben en vacúols dins de les cèl·lules infestades. Són estructures fràgils, que no resisteixen la dessecació ni l'ebullició i sensibles a molts desinfectants (per exemple hipoclorit de sodi al 1 per cent o etanol al 70 per cent). Els quists tissulars s'inactiven per congelació a -15 °C al menys durant 3 dies o a -20 °C al menys 2 dies. Poden sobreviure fins a tres setmanes a 1-4 °C. S'ha observat in vitro i in vivo que l'extret de taquizoïts té propietats immunomoduladores contra la sensibilització al·lèrgica i la inflamació de vies aèries.
Algunes de les de les qüestions claus relacionades amb aquesta fase del cicle de T. gondii, encara no aclarides del tot pels investigadors, són els múltiples factors intrínsecs i extrínsecs que condicionen el moment i el mecanisme de sortida dels taquizoïts de la cèl·lula hoste. Se sap que els taquizoïts es poden desplaçar per lliscament gràcies a moviments de rotació helicoïdal en sentit horari, producte de successives torsions de la seva membrana externa.
La licocalcona A (un tipus de calcona existent a les arrels de les plantes del gènere Glycyrrhiza), inhibeix experimentalment la proliferació dels taquizoïts de la soca virulenta RH de T. gondii. Un nou decapèptid sintètic, anomenat KP, indueix la mort dels taquizoïts a través de fenòmens apoptòtics, sense provocar danys en les cèl·lules hoste.
L'àcid ursòlic mostra una alta activitat contra T. gondii en murins infectats amb taquizoïts del paràsit, ja que inhibeix eficaçment el seu procés proliferatiu al bloquejar la formació de vacúols parasitòfors en la membrana de les cèl·lules hoste.

## Cicle vital
El cicle de vida del T. gondii té dues fases. La fase sexual del cicle de vida passa només en membres de la família Felidae (gats domèstics i salvatges), fent que aquests animals siguin els hostes primaris del paràsit. En gats domèstics, la seroprevalença de T. gondii varia segons les races i l'edat de l'animal, a banda del tipus de menjar que ingereix. La fase asexual del cicle de vida pot ocórrer en qualsevol animal de sang calenta, com ara altres mamífers i aus. Per això, la toxoplasmosi és una zoonosi parasitària.
En l'hoste intermediari, incloent els felins, els paràsits envaeixen cèl·lules, formant un compartiment anomenat vacúol parasitòfor que contenen bradizoïts, la forma de replicació lenta del paràsit. Els vacúols formen quists en els teixits, especialment en els músculs i el cervell. Com que el paràsit està dins de les cèl·lules, el sistema immunitari de l'hoste no detecta aquests quists. La resistència als antibiòtics varia, però els quists són difícils d'erradicar totalment. El T. gondii es propaga dins d'aquests vacúols per una sèrie de divisions binàries fins que la cèl·lula infestada eventualment es trenca, alliberant als taquizoïts. Aquests tenen motilitat i constitueixen la forma de reproducció asexual del paràsit. A diferència dels bradizoïts, els taquizoïts lliures són eficaçment eliminats per la immunitat de l'hoste, tot i que alguns aconsegueixen infectar altres cèl·lules formant bradizoïts, mantenint així el cicle de vida d'aquest paràsit. De forma contrària als taquizoïts dins dels vacúols parasitòfors, els bradizoïts dels quists tissulars madurs mostren una gran heterogeneïtat fisiològica i tenen capacitat de replicació sincrònica. El fet que els quists tissulars tinguin mides diferents suggereix que són estructures de creixement dinàmic, amb un paper actiu en la infecció crònica per T. gondii i no solament quists en estat de repòs i metabòlicament inerts.
Els quists tissulars són ingerits pel gat (per exemple, a l'alimentar-se d'un ratolí infectat). Si l'animal no pateix un dèficit immunitari no presenta cap alteració clínica. En cas contrari, el paràsit afecta predominantment el SNC, els músculs, el pulmons i els ulls del felí, sent la clindamicina el tractament electiu. Més del 50 per cent dels gats, sobretot els que volten lliurement, mostren en els exàmens serològics anticossos que indiquen infecció i presència de quists de T. gondii. Els gats amb anticossos positius, però, no estan en la fase d'alliberament d'ooquists i no representen un risc zoonòtic. Els quists sobreviuen al pas per l'estómac del gat i els paràsits infecten les cèl·lules epitelials de l'intestí prim, en les quals té lloc la reproducció sexual i la formació d'ooquists que són alliberats amb la femta entre els 3-10 dies posteriors a la ingesta dels quists i que es poden mantenir viables a l'aire lliure 46 dies a temperatures d'entre 6-36 °C. La femta fresca no és pròpiament infecciosa, ja que els ooquists necessiten un o dos dies per esporular-se després del canvi de medi. Altres animals, incloent-hi els humans ingereixen els ooquists (en menjar vegetals no rentats adequadament) o els quists tissulars al menjar carn crua o cuita de forma insuficient. Els paràsits entren als macròfags de la paret intestinal per després distribuir-se per la circulació sanguínia i el cos sencer.

## Darreres investigacions
Si bé existeixen vacunes que produeixen un cert nivell d'immunitat contra T. gondii en gats, encara no s'ha aconseguit una vacuna d'ús humà. Vacunes creades a partir d'una soca determinada del paràsit, la S48, han donat bons resultats reduint la formació de quists en la carn d'ovelles i porcs. Una línia d'especial interès dins d'aquest camp de recerca és la del disseny de vacunes d'ADN basades en proteïnes produïdes pels micronemes (un tipus de orgànuls secretors existents a l'apicomplex del paràsit).
Un grup d'investigadors xinesos realitza a hores d'ara assajos en ratolins amb una vacuna anomenada HSP60 DNA. Els resultats preliminars indiquen que podria ser una candidata vàlida pel desenvolupament d'un adequat grau de protecció contra la toxoplasmosi humana aguda i crònica.
Habitualment, la detecció de T. gondii requereix procediments relativament lents i costosos. S'ha assajat un nou test que utilitza la tècnica d'immunocromatografia de flux lateral per identificar d'una forma ràpida, eficaç i econòmica la presència del patogen en sang total amb una senzilla punxada al dit. Un altre mètode amb gran sensibilitat i especificitat per detectar el paràsit en mostres humanes i de múltiples animals no humans és la immunocromatografia d'or col·loïdal valorada digitalment. Ha estat dissenyada una plataforma automàtica de rastreig d'imatge d'alt contingut que permet avaluar l'acció inhibitòria de noves molècules amb potencial terapèutic sobre la proliferació del paràsit.